# مارین اورشولیچ
مارین اورشولیچ (انگلیسی: Marin Oršulić؛ زادهٔ ۲۵ اوت ۱۹۸۷) بازیکن فوتبال اهل کرواسی است.
از باشگاه‌هایی که در آن بازی کرده‌است می‌توان به باشگاه فوتبال اومانیا، باشگاه فوتبال زسکا صوفیه، باشگاه فوتبال زاگرب، باشگاه فوتبال ترومسو، و باشگاه فوتبال خزر لنکران اشاره کرد.